# خانه تاریکی (فیلم ۲۰۲۲)
خانه تاریکی (به انگلیسی: House of Darkness) فیلمی محصول سال ۲۰۲۲ و به کارگردانی نیل لابیت است. در این فیلم بازیگرانی همچون جاستین لانگ و کیت باسورث ایفای نقش کرده‌اند.